# 下秋間
下秋間（しもあきま）は、群馬県安中市の地名。郵便番号は379-0104。面積は7.56km2(2010年現在)。

## 地理
碓氷川の支流である九十九川に注ぐ秋間川、同川に注ぐ相水川などの流域に位置いしている。

### 河川
- 九十九川
- 秋間川
- 相水川

## 歴史
江戸時代頃からある地名だった。はじめは安中藩領であり、天和元年に幕府領代官高室氏が支配し、貞享元年に旗本喜多見氏領となり、元禄元年からは幕府領代官高室氏が支配し、同5年から旗本米倉氏領だった。なお、一部は安中藩領に割かれた。

### 年表
- 1889年4月1日 町村制施行により、下秋間村は西上秋間村、中秋間村、東上秋間村と合併して秋間村が成立する。
- 1955年3月1日 秋間村は、（旧）安中町、原市町、磯部町、東横野村、板鼻町、岩野谷村、後閑村と合併して安中町となる。そのため、安中町下秋間となる。
- 1958年11月1日 市制施行により、安中町は安中市となる。そのため安中市下秋間となる。

### 地名の由来
飽馬郷の一部で下流域にあたることにちなむ。

## 世帯数と人口
2017年（平成29年）7月31日現在の世帯数と人口は以下の通りである。
| 大字   | 世帯数  | 人口    |
| ------ | ------- | ------- |
| 下秋間 | 397世帯 | 1,013人 |

## 教育
市立小・中学校に通う場合、学区は以下の通りとなる。
| 番地 | 小学校             | 中学校             |
| ---- | ------------------ | ------------------ |
| 全域 | 安中市立秋間小学校 | 安中市立第一中学校 |

## 交通

### 鉄道
同町に鉄道駅はない。

### 道路
国道は通っていない。県道は群馬県道132号下里見安中線、群馬県道211号安中榛名湖線、群馬県道215号恵宝沢原貝戸線が通っている。

## 施設
- 榛名神社
- 下秋間カントリークラブ

## 避難所
指定緊急避難場所
- 秋間農村公園 (低地にあるため水害時の避難には注意が必要とされている。また、南側に斜面がある。)[6]
- 自性寺集会所 (土砂災害警戒区域にあるため、土砂災害時の避難には不適とされている。)

指定避難所
町内に安中市から指定された避難所は無いため、秋間地区の別の町の避難所に避難することとなる。